# Trichomalopsis travancorensis
Trichomalopsis travancorensis är en stekelart som beskrevs av Sureshan och T.C. Narendran 2001. Trichomalopsis travancorensis ingår i släktet Trichomalopsis och familjen puppglanssteklar. Inga underarter finns listade i Catalogue of Life.